# Villa Duttenhofer (Rottweil)

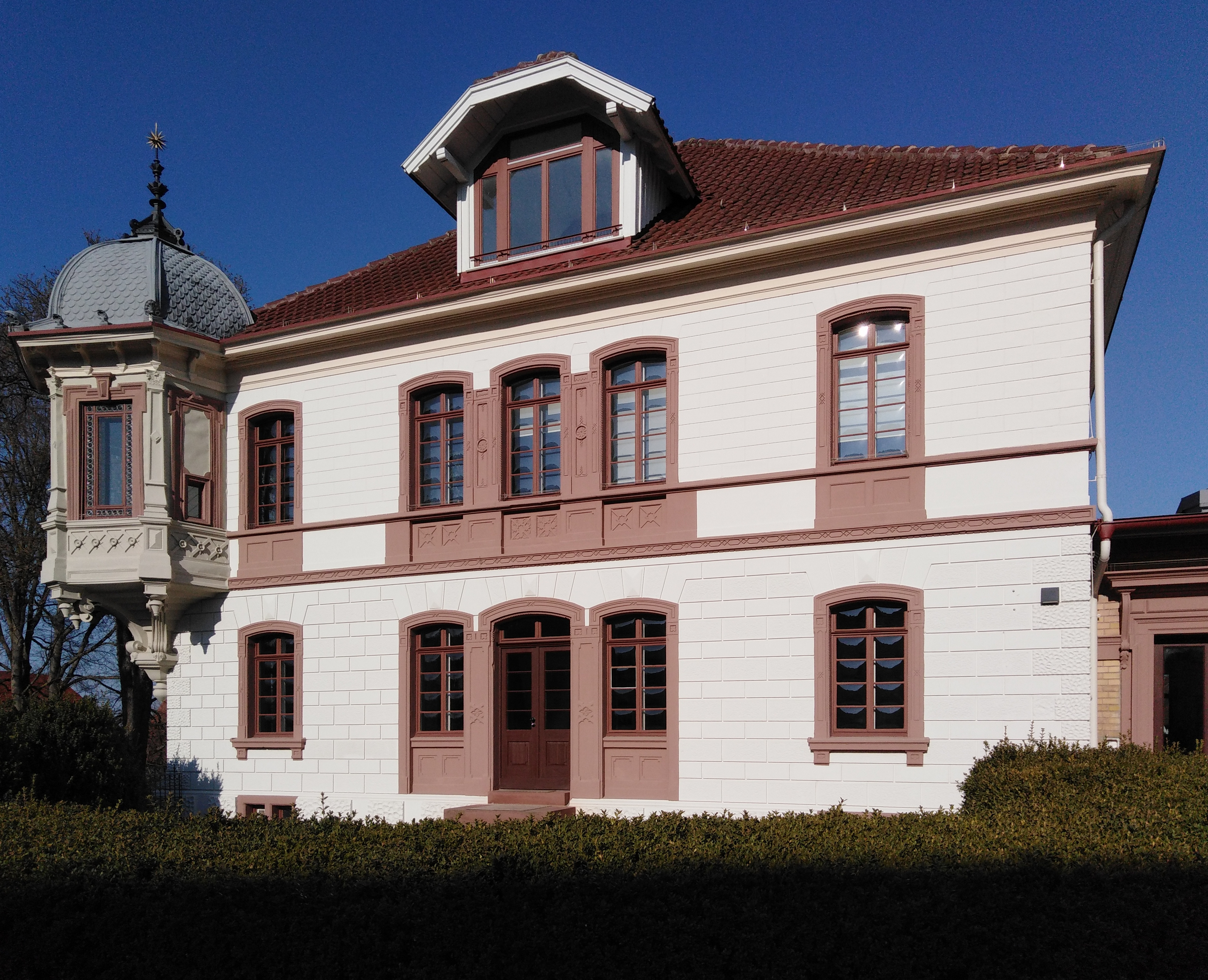
Villa Duttenhofer

Die Villa Duttenhofer in Rottweil entstand durch An- und Umbauten eines 1857 erstellten Wohnhauses des Pulverfabrikanten  Xaver Flaiz. Sie wurden durch Max von Duttenhofer (1843–1903) als Erbe des Firmeneigentümers nach Plänen von Emil Otto Tafel, Stuttgart vorgenommen. Er schuf damit  am Stadtzugang zur Kernstadt Rottweils an städtebaulich dominierender Stelle einen standesgemäßen Familiensitz. Das Gebäude liegt heute in der Königstraße (Nr. 1). Es ist seit 1919 im Besitz der Stadt Rottweil.

## Architektur
Die Villa entstand in der Stadtentwicklungsphase der Hochindustrialisierung vor 1918 als privater Bau des Direktors der Pulverfabrik Rottweil, Max von Duttenhofer, und drückt das Standesbewusstsein des  geadelten Kommerzienrates aus. Ähnlich repräsentative Villen mit herrschaftlichem Park entstanden in Schramberg (Villa Junghans) und Oberndorf am Neckar (Villa Mauser) durch die Gebrüder Junghans und den Waffenfabrikanten Mauser.
Über annähernd quadratischem Grundriss erhebt sich ein zweigeschossiger Walmdachbau. Das Gebäudeäußere ist durch einen polygonalen Eckerker, horizontale Putzrusitizierung, Gesimse und Stichbogenfenster gegliedert.

## Geschichte des Gebäudes
Der Kern des Gebäudes besteht aus dem 1857 erbauten freistehenden Wohnhaus mit Freitreppe, das nach Grundstücksankäufen von zwei Treibhäusern, einem Gartenhaus, einem Gemüsegarten, einem Eishaus und einer Baumschule umgeben waren. Noch 1860 sind der Pulverfabrikant Franz Xaver Flaiz und Thessaline Duttenhofer, die Witwe des Apothekers Wilhelm Heinrich Duttenhofer, als Eigentümer eingetragen. Erst 1875 erfolgt ein Grundbucheintrag, in dem Max Duttenhofer mit dem Vermerk „durch Erbschaft“ als Eigentümer genannt wird.
1878 lag ein Baugesuch über einen neuen Erker und Anbauten an der Ostfassade nach den Plänen Tafels vor. 1884 erweiterte Tafel den Bau um einen kleinen Salon mit Kuppeldach, einen großen Saalbau samt anschließenden Hallen, einen Wintergarten mit Glasfenstern und Warmwasserheizung, ein Stallgebäude, an das sich eine Parkanlage anschloss, eine Reitbahn und ein Badhaus. Für die südlich an das Hauptgebäude angrenzende Vorhalle schuf der Zeichner, Bildhauer und Altertumsforscher Oskar Hölder (1832–1894) eine Kopie des Orpheus-Mosaiks.
Das Gebäude erlebte glanzvolle Tage. 1899 war das württembergische Königspaar Gast in der Villa Duttenhofer. Im großen Saal des Hauses wurde der Rottweiler Narrenmarsch Heinrich von Beseles uraufgeführt.
1919 ging das gesamte Villenanwesen durch Schenkung an die Stadt Rottweil, zunächst mit der Verpflichtung, diese Gebäude ausschließlich zu Museumszwecken zu nutzen. Max von Duttenhofer wurde dabei zum Ehrenvorstand des Altertumsvereins mit den Rechten eines Ausschussmitgliedes ernannt. Das Stiftungsziel geriet bei der herrschenden Wohnungsnot ins Hintertreffen. Das Gebäude wurde zu Wohnzwecken und für Kanzleiräume stiftungsfremd und nur selten für Ausstellungen genützt. Bis 1925 wurde das ehemalige Duttenhofersche Anwesen zum Wohnhaus rückgebaut. Um 1929/30 war das Arbeitsamt in der Villa Duttenhofer untergebracht. Zur Zeit des Nationalsozialismus bezog die NSDAP-Kreisleitung den Bau, nach dem Krieg nutzte die Polizei das Gebäude, 1970 wurden Umbauten zu einem Jugendhaus verwirklicht. 1988 wurde die Villa saniert und gastronomisch genutzt, 1998 südlich durch ein Pavillon ergänzt, der 2010 mit Pachtende abgebrochen werden musste. Seit 2009 stand das Gebäude leer.
Das verbliebene Gebäude stellt ein Kulturdenkmal gemäß § 2 DSchG dar und ist Bestandteil der Sachgesamtheit ehemalige Pulverfabrik Rottweil.